# 丹後弁
丹後弁（たんごべん）は、京都府北部の丹後地方で話される日本語の方言。舞鶴市も旧丹後国であるが、アクセントや語法に大きな違いがあり、その境界線は宮津市南東部を通っている。以下ではこの境界線より西（京丹後市、伊根町、与謝野町、宮津市大部分）の方言を「丹後弁」とする。方言学では、丹後方言（たんごほうげん）または奥丹後方言（おくたんごほうげん）と言う。

## 概要・区画

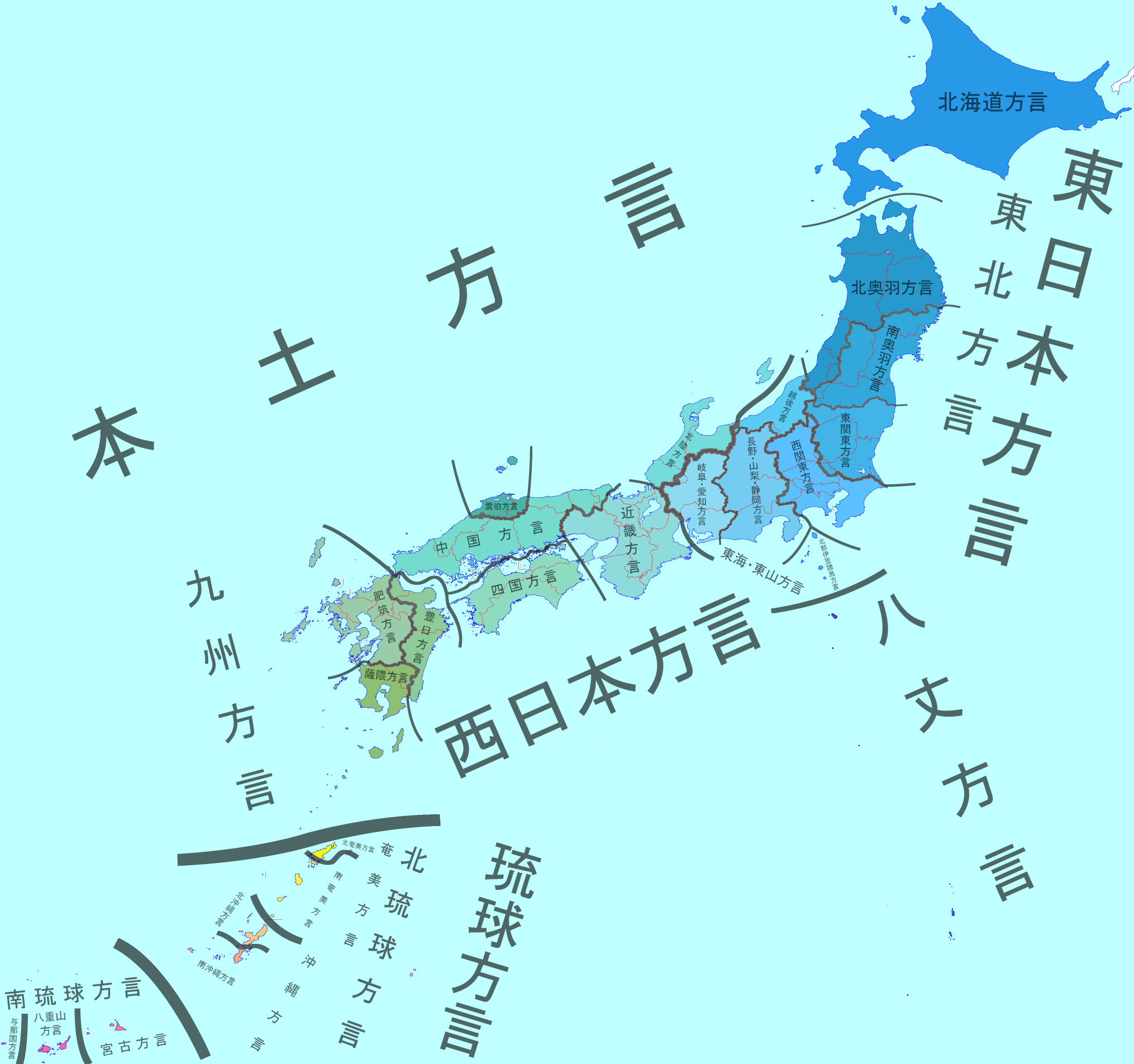
日本語の方言区分の一例。

丹後弁のアクセントは東京式アクセントである。また、断定の助動詞に「だ」を用い、「違うた」ではなく「違った」と言うようにワ行五段動詞の連用形が促音便になるなど、近畿中央部の方言との違いが大きい。一方で、中国地方、とりわけ山陰地方の方言との共通点があり、中国方言の「東山陰方言」に入れられる（東条操、都竹通年雄による）。東京式アクセントは中国方言の特徴であり、「だ」という断定の助動詞やワ行促音便は山陰方言の共通項である。このほか、丹後弁の特徴として、「赤い→あけぁあ」のような連母音融合の盛んなことや、「行きなる」のように尊敬の助動詞「なる」を用いることがある。連母音融合や一部の語彙に尾張弁との共通性を見出す者もいる。
丹後内で東京式アクセントを用いるのは、京丹後市、伊根町、与謝野町、宮津市の橋北（与謝野町の北側）・吉津地区である。宮津市役所のある宮津地区や栗田地区以東では垂井式アクセントが用いられ、その境界は宮津市南東部を通っている。また、断定の助動詞の境も、はっきりと分かれるわけではないが、概ねこの境界の西側が「だ」、東側が「や」「じゃ」となる。この境界より東は近畿方言の系統である（舞鶴弁、丹波方言参照）。
丹後方言の内部も、京丹後市久美浜町とそれ以外の地域に分けられる。久美浜では、古代の「アウ」という連母音が「アー」に変化したものが残っており、主なものでは「…だらあ」（…だろう）や「かあた」（買った）などがある。この特徴は、但馬弁（その中でも但馬北部のもの）などの山陰方言に共通するものである。
京都府北部の方言区画（奥村三雄による）
- 京丹後市・伊根町・与謝野町・宮津市（北部・西部）…東京式アクセント。アイ→エァーあり。断定の助動詞「だ」。敬語「…なる」。この範囲が本項で扱う丹後弁。
  - 久美浜…アウ→アーあり。但馬北部的。
  - 久美浜以外…アウ→アーなし。
- 宮津市南東部以東…垂井式アクセント。アイ→エァーなし（宮津・舞鶴の一部には若干あり）。断定の助動詞「や・じゃ」。
  - 宮津市の宮津・栗田・由良各地区、舞鶴市の北西部・大浦半島、福知山市旧大江町の大半…敬語「…なる・なある」。
  - 舞鶴市大部分・福知山市・綾部市…敬語「…てや」。

## 音韻・アクセント

### 音韻
丹後弁には、次のような連母音の融合がある。アクセント境界線の東側では一般には聞かれないが、1の融合のみ宮津市内や舞鶴市田井の高齢層で聞かれることがある。名古屋弁や静岡弁等でみられるものと似た変化である。
1. アイ→エァー [æː] 　（例）あかい→あけぁー、参る→めぁーる、行きたい→行きてぁー
2. オイ→エー　（例）あおい→あえー
3. ウイ→イー　（例）わるい→わりー
4. アエ→エァー [æː]　（例）おまえ→おめぁー　帰る→けぁーる
5. アウ→アー （久美浜町・網野町西端のみ）

「アイ→エァー」の融合は特に盛んであるが、その他については融合しない場合も多い。「アイ→エァー」は、新しく取り入れられた語であっても、「ネァーフ」（ナイフ）、「ペァープ」（パイプ）のように規則的に変化する。発音は、[æː] または [æe] で、地域によっては「ャー [jaː]」（ない→にゃー）となったり、久美浜では「アー」（あかい→あかー）となったりすることもある。
「アウ→アー」の変化は京丹後市の久美浜町と網野町西端のみに見られ、但馬北部以西の山陰方言と共通した特徴である。動詞や形容詞の活用においてこの変化が起き、「だらあ」（だろう）、「かあた」（買った）などの特殊な活用を生み出した。これらは、であらむ→であらう→だらあ、買ひた→かうた→かあた、のように変化したと考えられる。
近畿方言に認められる一音節語の長音化（「手→てえ」など）は、丹後弁ではあまり認められない。
ガ行の子音は環境に関わらず [g] で、鼻濁音 [ŋ] はない。「せ・ぜ」はシェ・ジェと発音するとされたが、1961年時点ですでに丹後にはないとする報告もある。

### アクセント
丹後弁のアクセントは、「みずが」「やまが」「そらが」のような東京式アクセントであり、そのうち名古屋弁や岡山弁などと同じ「内輪東京式」に分類されている。ただ、場合によっては「みずが」のように一拍目が低くならないことがある。また、三拍形容詞のアクセントは「あかい」のような中高型に統一され、平板型の語はない。三拍動詞では平板型の語と中高型の語がある。「日」「毛」などの一拍名詞第2類の語（東京では「ひが」のような平板型になる）は平板型になるものと頭高型（ひが）になるものがある。このほか、「いつ」「何」は頭高型で、「誰」「どこ」は平板型になる。

## 文法・表現

### 用言の活用
動詞の活用には、共通語と同じく五段・上一段・下一段・サ行変格・カ行変格があるほか、ナ行変格活用の「死ぬる・いぬる」がある。
活用形は、共通語と大きく変わるところはない。ア・ワ行五段動詞の音便形にはウ音便と促音便が並立している。三音節以上の動詞では「貰って」「払って」「笑った」「違った」のように促音便に統一されるが、「買う」は「こおた」、久美浜・網野町西端で「かあた」と言い、「買った」が点在する。西日本方言一般ではこれらは全て「貰うて」「食うた」のようにウ音便を用い、西日本の伝統方言で促音便を用いるのは丹後以西の山陰地方に限られる。また、サ行五段動詞は「出した→だいた・でぁあた」「外した→はずいた」のようなイ音便があり、近畿中央部でほとんど無くなっているのに比べると、かなり規則的なイ音便が認められる。
仮定には、「音便形＋たら」と、「仮定形＋ば」の融合した「書きゃあ・起きりゃあ」のような形の両方を用いている。
形容詞の連用形には近畿方言と同じくウ音便が用いられる。「…ai」型のもの（「高い」など）は、「たこおなる」のように「…oː」になるが、久美浜は「たかあなる」のように「…aː」になる。また、「あつて」（暑くて）のように音便を省くこともある。

### 主な表現
断定「だ」
断定の助動詞、形容動詞の語尾には「だ」を用いる。一部地域で、動詞に「だ」が直接つくことがある（例）ゆうとるだ（言っているんだよ）、どこ行くだあ？（どこへ行くんだ？）。また、「だ」が「…やら」「…だか」という意味を表すことがある（例）誰だ来たで（誰やら来たようだよ）、どこだ知らんけど（どこだかは知らないけど）。
否定「-ん」「-へん」
動詞の否定には、「未然形＋ん」または「-へん」を用いる。京阪神では「へん」が優勢だが、丹後では「ん」が比較的多く、「へん」はやや強く否定するニュアンスがある。「へん」の接続は、「行かへん」の形が最も一般的だが、一部に「行けへん」もある。また、京丹後市久美浜町では「行けへん・見れへん・来（く）れへん・すれへん」のように仮定形につき、京丹後市網野町では「書きゃへん・見やへん」のように連用形に「-やへん」をつける。また、網野では「書きゃひん・行きゃひん」のような「-ひん」という形も使う。伊根町や宮津市南部などでは「未然形＋せん」も用いられる。
過去の否定（…しなかった）には、「未然形＋なんだ」や、「-へなんだ」が用いられる。「ん」の活用には、連用形「-んで・いで」（行かんでも・行かいでも）や仮定形「-な」（行かな（あかん））がある。また、「…しなければならない」の意味で「未然形＋んなん・んならん」という形がある。
継続「-とる」
継続態（…している）には、「雨が降っとる」のように「音便形＋とる」が用いられる。
尊敬語「-なる」
尊敬語として、「連用形＋なる」があり、盛んに用いられる。語源は「なさる」。これの命令形は「-ない・ねぁあ」または「-なれ」で、軽い命令・促しに使われる。尊敬の助動詞にはこのほかに「-なはる」が用いられるほか、伊根町では「-さる」とも言う。ほかに、宮津市の吉津・宮津などで「読んどいでる」のような形の敬語がある。
[例]「先生がきなった」（先生が来なさった）
[例]「せーねんくゎいちょーしとんなっただで」（青年会長をしていなさったよね）
[例]「これ使いない」（これ使いなよ）
[例]「さぇーさぇー来ておくんなはったなーあ」（たびたび来てくださいましたねえ）
意志・勧誘・推量
意志・勧誘は、共通語と同じく「未然形＋う・よう」で表すが、一段動詞では「おきょー」（起きよう）「あきょー」（開けよう）のような古形が残っている（中国地方にある「おきゅー」の形はない）。推量には「-だろ・だろー」を用いるほか、「未然形＋う」に「が」を付けた「行こうが」「長かろうが」のような形も盛ん。久美浜・網野西端には「-だろー」の代わりに「-だらー」もある。否定の推量・意志には、「-んだろー」「-んとこー」などのほか、「-まい・めぁあ」がある。「まい・めぁあ」は、「行こめぁあ」「しょめぁあ」のように「未然形＋う」の縮まった形に付くが、アウ→アーの変化がある久美浜では「行かめぁあ」「せめぁあ」となる。
[例]「京都は雪だもふろめぁあ」（京都は雪なんか降らないだろう）
原因・理由「さかい」「で」
「-から」にあたる原因・理由を表す接続助詞には、「さかい」と「で」がある。「さかい」は連母音の変化で「さけぁあ」、久美浜で「しけぁあ」「すけぁあ」となる。「さかい」は近畿・北陸で広く用いられているが、「で」は東海地方などで広く用いられ、京都府内では丹後が最も盛んである。「で」には後述の別の用法もある。
終助詞「で」「ど」
告知の終助詞に「で」「ど」がある。「で」は「よ」の意味があり、「ど」は「ぞ」とほぼ同義。
[例]「持ってきたでえ」（持ってきたよ）
[例]「はよ行こうで」（早く行こうよ）
疑問の終助詞「かえ」「けぁあ」
疑問の終助詞として「かえ」や「けぁあ」などが用いられる。アクセントは「かえ」で、「けぁあ」よりも「かえ」の形で使われることの方が多い。
[例]「くったんきゃー」（食べたのか）
「なあ」
共通語の「ねえ」にあたる間投助詞・終助詞として、「なあ」「のお」が用いられる。「なあ」が最も広く用いられ、「のお」は主に男性が用いる。「なああ」「のおお」と独特な抑揚で発音することが多く、これは北陸の間投イントネーションと関係している可能性がある。
逆接の接続助詞
「けれども」にあたる接続助詞には、「けど」が最も多く用いられ、ほかに「けえど」も用いられる。「けえど」は舞鶴や丹波北部で使用が盛ん。

### その他の助詞など
格助詞、特に引用の「と」、目的格の「を」は省かれやすい。
ごろ
…ばかり・…だけ
「遊んでごろおらんと勉強せえな」（遊んでばかりいないで勉強しなさい）
かて・かって
…でも・…にでも
「雪かきぐれぁあ子供かってできるわな」（雪かきぐらい子供でもできるだろう）
しな・しま
…の途中で
「買いもんの行きしなに…」（買物に行く途中で…）
げな
…そうだ・らしい・ようだ。伝聞・様態を表す。
「田中さんとこの息子さん就職しなったげなで」（田中さんの息子さんが就職したそうだよ）
なと・なっと
…なりと・…など・…でも
「パンなっとこおて食うだーの」（パンでも買って食べるんだよ（促し））
べら
…側

## 語彙

### 名詞
うら：私
うら：後ろ・後方
おえ：座敷
くど：かまど
げ：…の家　「うちげー来る？」（私の家に来る？）
こっぺ：ズワイガニの雌
すくも：もみ殻
たぼこ・たばこ：休憩。「たぼこする」のように言う。
でぁあこ：大根
てっつき：竹で編んだ大型の笊
どもならず：手に負えない子供。「どむならず」「どおならず」「どんならず」とも。
はたがめ：雷
ばんげ：夕暮れ・晩
ぶげんしゃ：金持ち
よんべ：昨夜

### 動詞
あからむ・あからぶ：（実が）熟す
あかん・あかへん・あけへん：だめだ。肯定の「あく」を「あっかえ」「あっけぁあな」と反語的に用いて否定を表すことがある。
あだける：落ちる
いぬ・いぬる：帰る
いらう・いろう：触る・いじる
かたる：相手にする・手出しする
かれる：借りる
きばる：がんばる
きやす：（電気・火を）消す
こける：転ぶ
こばる：我慢する・辛抱する
たんのする：沢山で飽きる
つかえる：触れる
なつべる・まつべる：片付ける・仕舞う。「まつめる」「なとべる」とも。（この意味で「直す」は用いない）
ねしくる：こすりつける・なすりつける
ねぶる：舐める
のうなる：無くなる・亡くなる（久美浜では「なあなる」）
ふんごむ：めり込む・踏み込む・足を取られる
ぼう：追いかける
ほくる：投げる
ほたえる：騒ぐ・暴れる・ふざける
やめく：わめく

### 形容詞
いかめい：うらやましい
えらい・えれぁあ：疲れた・しんどい・（体の）具合が悪い　〔京丹後市では「しんどい」をほとんど用いない〕
おたてい：うっとうしい
おっとろしい：恐ろしい
しゃっちもねぁあ：つまらない・しょうもない
じゅるい・じゅりい：ぬかるんでいる
しょしゃがねぁあ：することがない・暇だ
しんきい：じれったい・窮屈だ
だんねぁあ：かまわない・差支えない
にすい：悪賢い
ふがわりい：気に食わない・不愉快だ

### 形容動詞
いっしょくた：何もかもいっしょ・ごちゃまぜ
ぎごわ：頑固だ・強情だ（主に京丹後市）
こうざいげ・こうぜぁあげ・こうじゃげ：生意気だ
ばんばらこ：ばらばら・散らかった
へだらく：おうちゃく・だらしない
わや：むちゃくちゃ

### 副詞
あんじょう：①上手に・うまく②すっかり・全部
あんばよう：案配よく・うまく
がっさい・がっせぁあ：とても
しゃっても：ぜひとも・必ず・絶対に
じょうに：たくさん・たいそう
すとーんと：まっすぐに
ちいと：ちょっと・少し
どうで：なぜ・どうして
ひいさ：長い間・久しく
まんだ：まだ・もっと
みんごと：ようやく・やっと

### その他
…ちゃった/…ちまった：…てしまった〔京丹後市〕
終止形＋ない：…するな。「そんなことするないや」

## 会話例
『日本語方言辞書別巻全国方言会話集成』より。原典はカタカナ表記だがひらがなに直し、アクセントの高音部を太字で示した。↑は文節末の特に上がる部分。訳は一部修正した。なお、それぞれの会話は必ずしもつながっていない。
1953年に収録
宮津市下世屋地区で、60歳女性と80歳近くの男性。
女性「たーはんぶどま、ひがささへんわな」（田は半分くらいは陽が差さないよ）
男性「きこーがえーちゅーだか、わるいちゅーだか、…」（気候が良い（という）のか悪い（という）のか、…）
女性「（だるま大師さんなどは）いまことばおかわいとって、いましんでいきなる」（今言葉を交わしていて今死んで行きなさる（という大往生））
女性「おくさんそねにじょうさんしとくんなるな」（奥さん、そんなにたくさんしてくださいますな＜寺のおくさんが御馳走を出してくださったのに対して言った＞）
世屋下小学校で。
先生「こーちゃん、ちがっとりゃへんか↑」（幸ちゃん、違ってない？）
男児「ぼくもわすれたさけぁー、…」（僕も忘れたから）
男児「ぼくら、いっきゃーもよまなんだ↑」（僕なんか一回も読まなかったよ）
男児「ねぶらんときゃーてみょーか」（（この鉛筆を）なめないで書いてみようか）
1962年に収録
伊根町本庄地区で、67歳男性と61歳女性。
女性「えらいせわんなってのー」（えらく世話になってねえ）
男性「あしたーあめがふりゃしぇまいかー」（明日は雨が降りはしないだろうか（降らないだろう））
京丹後市丹後町袖志で。
若い女性「あそーだ↑」（あ、そうだ＜返事＞）
幼い子供「ちゅーしゃなーんにもいたない」（注射なんか全然痛くない）
京丹後市網野町で、62歳の女性。
「さゆーのいえにはさまっちゃったわけです」（左右の家に挟まってしまったわけです＜震災の時の話＞）
「あーんたどこいいきなはるえー↑？」（あなたどこへ行きなさるの？）
「きょーわあついで↑、やめとくわー」（今日は暑いからやめとくわ）
「みねやまのほーがえーだなぇいですか↑」（峰山＜城下町＞の方が（ここよりも言葉が）いいんじゃないですか？）